# Blotiella coursii
Blotiella coursii là một loài thực vật có mạch trong họ Dennstaedtiaceae. Loài này được (Tardieu) Rakotondr. ex J.P. Roux mô tả khoa học đầu tiên năm 2009.